# Jan-Ove Sundberg
Jan-Ove Sundberg, född 27 juli 1947 i Skellefteå, död 24 juni 2011 i Motala, var en svensk frilansjournalist, ufolog och författare.
Mellan 1971 och 1991 arbetade han främst med veckotidningar och var samtidigt engagerad i Riksorganisationen  UFO-Sverige.

## Det Okända
Under 1983-1985 publicerade Sundberg tidskriften Det Okända, en tidskrift där han skrev det mesta av materialet själv. Här fick läsaren bekanta sig med allt från UFO-observationer till märkliga sällskap som Flat Earth Society. Tidningen utmärkte sig för dålig papperskvalitet, klent genomarbetad layout och suddiga bilder och gavs ut av herrtidningsförlaget Tre-Mag Sweden AB.

## GUST (Global Underwater Search Team)
1997 bildade Jan-Ove Sundberg GUST (Global Underwater Search Team). Föreningens främsta uppgift var att söka efter och dokumentera okända djur i såväl Sverige som utomlands. Han genomförde ett flertal expeditioner i Sverige, Norge, Skottland och Irland, varav den största – Operation Cleansweep i Loch Ness – uppmärksammades av bland annat Discovery Channel.
1 januari 2005 startade Sundberg den första utbildningen för kryptozoologer i världen. Han erbjöd deltagarna en sex månader lång teoretisk utbildning som avslutades med en veckas fältövning i Vättern.
2007 uppmärksammades Jan-Ove Sundberg av Filip Hammar och Fredrik Wikingsson som i sin programserie 100 höjdare (säsong 5) hade ett inslag om honom under titeln ”Sjöodjursmannen”. Inslaget spelades in i Borghamn.

## Död
Sundberg hade under många år dålig fysisk och psykisk hälsa, men fortsatte att arbeta med GUST där han skrev artiklar för publicering online och höll utbildningar för personer som ville fördjupa sig i kryptozoologi. 2001 drabbades han för första gången av cancer och kom att opereras flera gånger under de kommande åren. Efter en längre tids sjukdom avled han på midsommarafton 2011 och begravdes borgerligt den 12 augusti samma år. Han hade före sin bortgång sålt sitt privata arkiv till AFU som alltjämt förvaltar det. 

## Tidskrifter
- Spektra 1977 (Skänninge LIBRIS-ID:357452)
- Det Okända 1983-1985  (Stockholm : Tre mag Sweden ISSN 0281-5273)
- Hårda tider 1993-1995 (Motala : Jan-Ove Sundberg ISSN 1400-5239)
- UFO-rapport 1995 (Linköping : UFO-Östergötland ISSN 1401-6702)
- Healing. Den goda kraften 1995 (uppgifter saknas/privat utgivning)
- Arkiv X 1996 (Linköping : Arkiv x  ISSN 1401-6591)